# Топлица (город)
Топлица (рум. Toplița, венг. Maroshévíz) — город в северной части Румынии, в жудеце Харгита. Название города имеет славянское происхождение и означает «горячий источник».

## История
Первые письменные упоминания о Топлице относятся к 1567 году. В 1920 году вошел в состав Румынии. С 1940 по 1944 годы в результате Второго Венского арбитража вся Северная Трансильвания находилась в составе Венгрии. В 1952 году Топлице получил статус города, а в 2002 году — статус муниципии.

## География
Расположен в восточной Трансильвании, в верхнем течении реки Муреш, на высоте 650 м над уровнем моря.

## Население
Согласно данным переписи 2011 года население города составляет 13 929 человек. По данным переписи 2002 года оно насчитывало 15 880 человек. 68,49 % населения представляют румыны; 22,11 % — венгры; 3,64 % — цыгане.
Динамика численности населения:
| 1956 | 1966   | 1977   | 1992   | 2002   | 2011   |
| ---- | ------ | ------ | ------ | ------ | ------ |
| 8944 | 10 993 | 13 618 | 17 212 | 15 880 | 13 929 |

## Известные уроженцы
- Патриарх Мирон — румынский государственный и религиозный деятель.
- Мариус Урзикэ — румынский гимнаст, чемпион Олимпийских игр 2000 года на коне.